# Terénní výzkum (antropologie)
Terénní výzkum v sociální a kulturní antropologii je empirickou metodou pro sběr etnografických dat během nezprostředkovaného kontaktu se zkoumanou kulturou.
Samotná antropologie je věda o člověku, jejíž název vychází z řečtiny. 
Tento pojem zavedl Alfred Cort Haddon, který se zasloužil o profesionalizaci britské sociální antropologie.

## Historie vývoje terénního výzkumu
Počátky jakéhosi „terénního výzkumu“ můžeme najít již v 16. století, kdy se evropští cestovatelé a misionáři snažili na základě osobního kontaktu a zúčastněného pozorování popsat domorodé kultury, se kterými se na svých cestách potkávali.
Jasnou strukturu metodologii zkoumání domorodých kultur světu dala až sociální a kulturní antropologie 20. století.
Již v druhé polovině 19. století vnikaly první poznatky evolucionistických antropologů a etnologů o vědě zabývající se mimoevropskými kulturami a etniky. Tyto poznatky získávali pouze z druhé ruky - od misionářů, cestovatelů, obchodníků a koloniálních úředníků. Díky úmornému studiu cizích kultur badatelskou prací ve studovnách a knihovnách jsou antropologové tohoto období nazývaní armchair antropologists.
Postupem času přestaly zprostředkované informace stačit a antropologové ve 20. století začali studovat cizí kultury sami a přímo na místě. Součástí terénního výzkumu v jeho počátku byla tzv. verandová antropologie. Tento pojem vznikl v období kolonizace, kdy antropologové vedli výzkumný dialekt s domorodci na verandách koloniálních domů. Tento druh výzkumu byl nerelevantní, jelikož se výzkumník neseznámil se všemi domorodci, nežil s nimi, pouze si nechal přivést jakéhosi mluvčího, který hovořil za celou vesnici. Závěrem z takového setkání byla překroucená realita, ze které byla patrná bariéra založená na rasových předsudcích. Tuto výzkumnou metodu kritizoval hlavně Malinowski, který ji aplikoval na ostrově Mailu. Trval na tom, že se antropolog musí vzdát vlastního pohodlí a “vyrazit do vesnic”.
Ke změně se odhodlala generace antropologů zhruba v první čtvrtině 20. století (nemůžeme určit jasný předěl). Antropologové tedy postupně začali provádět intenzivní terénní výzkum (tzn. zkoumat domorodé kultury osobně, po delší dobu, naučit se místní jazyk, stát se součástí tamější společnosti). Kabinetní práce je však nadále nedílnou součástí antropologického výzkumu.
Současná antropologie rozšířila své obzory. Mezi zajímavá sociokulturní témata dnešní doby, kterými se antropologové zabývají patří např.: lidská práva, uprchlické tábory, rasismus, AIDS, média, reklamy, kyberprostor, věda a technologie a mnohé další.

## Metody a techniky terénního výzkumu
Metoda je promyšlený postup, jehož cílem je získat užitečná data, která se dále zpracovávají.
Technika je určitý nástroj, díky němuž výzkumník získává etnografická data (tj. údaje o způsobu života dané kultury či komunity).
Mimo metod a technik potřebuje antropolog k realizaci výzkumu také tzv. měkké dovednosti. Mezi měkké dovednosti patří komunikační dovednost, zvládání emocí, sebereflexe, strukturované myšlení, vytváření a řízení týmu atd.

### Metody
Metody výzkumu jsou: kvantitativní a kvalitativní
- Kvalitativní výzkum – mnoho informací o malém počtu jedinců
- Kvantitativní výzkum– omezený rozsah informací o mnoha jedincích

Antropologové na rozdíl od sociologů dávají přednost kvalitativnímu výzkumu.
Při sběru empirických dat je zásadní metoda interview. Mohou být koncipovány jako standardizované nebo nestandardizované interview. V nestandardizovaném interview se kladou otevřené otázky se všeobecnou tematikou. Obvykle se používá v první fázi výzkumu, jeho výhoda spočívá v tom, že umožňuje respondentům rozhodnout o tom, co do své odpovědi zahrnou. Ve standardizovaném interview jsou kladeny stejné otázky, ve stejném pořadí, pokud možno i ve stejném prostředí. Používá se až po seznámení s populací a jejím prostředím do té míry, že jsou schopny formulovat konkrétní uzavřené otázky. Užitečným nástrojem při realizaci je záznamový arch.
Během interview se dodržuje řada metodologických zásad, jako například motivace, vytvoření přátelské atmosféry, nenásilnost rozhovoru, srozumitelnost jazyka atd. Při sběru dat si antropolog musí ověřit jejich platnost. V průběhu interview je nezbytné zohlednit genderové hledisko (problém se získáváním dat od domorodých žen).

### Techniky

#### rešerše literatury
Rešerše literatury je nezbytností pro každého, kdo chce publikovat badatelskou nebo výzkumnou práci. Samozřejmě nemá smysl psát práci o tématu, jehož problematika byla několikrát rozebrána, proto je důležité seznámit se se zdroji, které se zamýšlenému tématu výzkumu již věnují.
Vyhledávat tyto zdroje můžete pomocí konzultace s odborníky, vyhledávání v přehledových studiích a online databázích.
- př. přehledových studií: Anthropological Review, Annual Review of Anthropology
- př. online databází: Web of Science

### záznam etnografických dat
Systematicky zaznamenávat a organizovat data je pro terénní výzkum nezbytnost. Ralph Bolton zjistil, že antropologové stráví nad vytvářením poznámek denně až sedm hodin, minimálně hodinu a půl. Rozlišují se čtyři základní formy zaznamenávání dat: poznámky, záznamy, žurnály a deník.
Výzkumník by měl mít stále u sebe notes a zapisovat si do něj vše, co mu připadá důležité. Všechny tyto útržkovité informace vytvářejí poznámky, které dále organizuje a vytváří z nich záznamy = úplné popisy událostí.
Žurnál je forma záznamu, která slouží k zapsání denního plánu a následně toho, jak byl naplněn. Jsou zde popsány aktivity za celý den - kolik času zabraly, kdo se jich zúčastnil atd.
Deník je soukromá záležitost, která není určena ke zveřejňování (ačkoli bylo několik antropologických deníků vydáno a není to v dnešní době výjimečná záležitost). Tato forma zápisu slouží hlavně k vypořádání se s pobytem v jiné kultuře, s cizími lidmi a událostmi.
Dohromady tyto formy zápisu tvoří ucelený soubor etnografických dat, ze kterých výzkumník následně čerpá.

### zúčastněné pozorování
Zúčastněné pozorování je klíčová technika terénního výzkumu. Podstata této techniky je v přímé nezprostředkované účasti na přirozených kulturních jevech a sociálních situacích dané komunity.
Jak upozornila americká kulturní antropoložka Hortense Powdermakerová, je tu napětí mezi “účastnit se” a “pozorování”. Logicky se totiž nemůžete zcela zapojit a vcítit se do dané kultury, pokud si musíte zachovat objektivní odstup pro pozorování.
Během provádění zúčastněného pozorování mohou vzniknout překážky, které plynou především z věku, pohlaví, sociální a etnické příslušnosti výzkumníka. Je tedy samozřejmé, že na zúčastněné pohlaví není žádný daný postup a v úspěších s touto technikou hraje velkou roli štěstí.

#### práce s informátory
Práce s informátory je důležitá součást terénního výzkumu. Informátor je příslušník zkoumané kultury, který antropologovi poskytuje (z vlastní vůle) potřebné informace. Je to člověk, který má přehled a kompetence vzhledem k tématu výzkumu.
V počátcích výzkumů zůstávali anonymní a antropologové se o nich nezmiňovali, ale postupem času jim přiznali spolupráci.
Dnes se spíše než informátor používá výraz konzultant či spolupracovník.

#### vizuální techniky
Využitím vizuální techniky se zabývá přímo vizuální antropologie. Fotoaparáty a kamery začali antropologové používat těsně po jejich vynalezení. V terénním výzkumu mohou fotografie a filmové záznamy představovat zdroj etnografických dat, prostředek prezentace terénního výzkumu a jeho výsledků, způsob provádění výzkumu.

#### nativní kresba
Zkoumáním místních kreseb mohou antropologové dojít k jistým poznáním kulturních jevů.

#### reflexivita
Výzkumník bere na vědomí vliv, který má jeho přítomnost na domorodé obyvatelstvo.

## Model antropologického výzkumu
Takto by měl vypadat ideální scénář antropologického výzkumu:
1. Příprava dokumentů zahrnující výběr studované kultury, specifikaci zkoumaného problémového okruhu, studium odborné literatury a základů domorodého jazyka, zabezpečení nezbytných materiálních zásob a prostředků.
2. Zahájení výzkumu vyžadující adaptaci antropologa na odlišné sociokulturní, klimatické a geografické podmínky, zvládnutí potenciálního nebo akutního kulturního šoku. V této fázi je také důležité, aby vědec získal důvěru domorodců.
3. Participace na způsobu života členů zkoumané společnosti a sběr empirických dat prostřednictvím práce s klíčovými informátory, rozhovory s ostatními domorodci, analýzy dokumentů, případových studií, videa, fotografií atd.[3]

	Paralelně se sběrem dat musí antropolog vytvářet pečlivý záznam průběhu výzkumu prostřednictvím terénních poznámek, provádět průběžnou analýzu. Za minimální čas nezbytný k vytvoření adekvátní terénní monografie je považován rok strávený mezi příslušníky zkoumané kultury.
	Základním předpokladem systematického a soustavného sběru dat je, že po celou dobu si výzkumník pečlivě píše terénní poznámky. Nenahraditelnou pomůckou při vytváření poznámek je vedle zápisníku také diktafon a magnetofon. V dnešní době se také běžně používají notebooky, které práci s informacemi značně ulehčují - snadno se zde zálohují fotografie a videa. Každý výzkumník ovšem musí zvážit, jestli je vhodné přinést notebook do daných sociálních a kulturních podmínek.
	Terénní poznámky jsou organizovány do tří typů dokumentů:
1. Organizační dokumentace – zahrnuje záznamy o lidech, místech a organizacích nezbytných pro každodenní organizaci výzkumu.
2. Analytická dokumentace – představuje záznam procesu analýzy dat a jejich interpretace
3. Terénní dokumentace – chronologicky zachycuje všechny původní poznámky a dokumenty získané v průběhu výzkumu.

	Ukončení terénního výzkumu a odchod ze studované komunity může být stejně obtížný krok jako první vstup do terénu. Loučení s novým domovem, alternativní kulturní identitou a domorodými přáteli je někdy výzkumníkem vnímáno jako bolestný zážitek.
	4. Antropolog v terénu
	Mnozí lidé si antropologa představují jako neohroženého dobrodruha žijícího mezi lidožrouty někde na konci světa. V úplných počátcích antropologie tyto představy dokonce sami výzkumníci přiživovali…
	V dnešní době však může antropolog vést svůj výzkum i ve velkoměstě, může zkoumat kulturu například nějaké obchodní společnosti atp.
Nancy Howellová uskutečnila výzkum mezi antropology, aby zjistila, jaký je typický antropolog a s čím se ve své kariéře potýká. Není překvapením zjištění, že antropologové jsou fyzicky zdatní, nemají sklony k nadměrnému pití alkoholu, k depresím a samotářství. Zhruba v polovině své kariéry mají za sebou v průměru 19 výzkumných pobytů, nejčastěji mezi nimi mají pauzu dvou let.
Předpokládá se, že dobrý antropolog má určité jazykové nadání. Porozumění jazyku dané kultury a odbourání problému s tlumočníky vede k získání informací, které by s jazykovou bariérou výzkumníkovi jistě unikly. Antropologická práce také vyžaduje pozorovací talent a empatii, se kterou dokáže identifikovat a interpretovat sociální a kulturní jevy zkoumané kultury. K tomuto pozorovacímu talentu se nezbytně váže talent splynout. Příslušníci studované komunity musí výzkumníka pojmout za svého a nestydět se před ním mluvit o všem možném. Rozhodně mezi nejdůležitější schopnosti pro terénní výzkum patří talent přežít. Nancy Howellová ve svém výzkumu zjistila, že antropology v terénu nejvíce ohrožují malárie, hepatitida typu A a dopravní nehody.